# Tetrastichus maculifer
Tetrastichus maculifer är en stekelart som beskrevs av Filippo Silvestri 1914. Tetrastichus maculifer ingår i släktet Tetrastichus och familjen finglanssteklar.
Artens utbredningsområde är Eritrea. Inga underarter finns listade i Catalogue of Life.